# MikMod
MikMod ist eine freie Wiedergabe-Software für Rastersequenzer-Module zahlreicher unterschiedlicher Formate. Die Backend-Funktionalität wurde in einer Programmbibliothek namens libmikmod gekapselt, welche von einer Reihe anderer Software eingebunden wird, darunter Wiedergabe-Software wie Audacious und Frameworks für die Entwicklung von Computerspielen und ähnlichem wie Crystal Space, SDL oder ClanLib.

## Merkmale
Es werden praktisch alle wichtigen Mod-Formate unterstützt.
Das mitgelieferte Frontend arbeitet mit Wiedergabelisten und kann diese auch speichern.
MikMod kann komprimierte Rastersequenzermodule direkt abspielen. Es unterstützt dabei die Datenkompressionsformate gzip, bzip2, LHA/LZH, RAR, ZIP und zoo.

## Verfügbarkeit
MikMod wird als freie Software auch im Quelltext unter den Bedingungen der GNU General Public License (GPL), die Bibliothek unter der GNU Lesser General Public License (LGPL) verbreitet. Sie wurde auf viele Software-Plattformen portiert, darunter DOS, Unix-ähnliche, Windows, Mac OS, BeOS und Java. MikMod kann bei allen populären Linux-Distributionen direkt aus den Standard-Paketquellen installiert werden.

## Technik
MikMod ist in ANSI-C geschrieben. Ein modularer interner Aufbau ermöglicht recht einfach die Erweiterung um Unterstützung neuer Formate. Die zeichenorientierte Benutzerschnittstelle des Frontends basiert auf ncurses.

## Geschichte
Das Projekt wurde 1992 von Jean-Paul Mikkers (MikMak) initiiert und lief anfangs nur unter MS-DOS. Er legte den Quellcode zwar offen, räumte den Nutzern aber nicht die für Freie und Open-Source-Software typischen Rechte ein. Zwischenzeitlich veröffentlichte er unter informellen Lizenzbedingungen, die mit denen der BSD-Lizenz vergleichbar sind und nun den Nutzern zum Beispiel das essenzielle Recht auf Nutzung zu jedem (auch kommerziellen) Zweck einräumte. Ende 1995 erschien die letzte Version vom ursprünglichen Autor.